# Gensys
Gensys är ett system av program som främst används vid konstruktion av nya järnvägsfordon.
Det finns inget enskilt program som heter Gensys, utan Gensys är ett samlingsnamn för alla program som används under konstruktionsfasen.
Bl.a. ingår följande delar:
- Framtagning av kundens spårstandard.
- Beräkning av konicitet, kontakttryck, hjul/räl-geometrifunktioner av kundens rälprofiler.
- Automatgenerering av ny fordonsmodell. I ett inledande skede av ett nytt fordon behöver konstruktören huvudsakligen ange: hjulavstånd, axelvikter och en bedömning av kurvfördelningen hos kundens spår. Efter det dimensioneras automatiskt ett nytt fordon baserat på tidigare erfarenheter.
- Interpolering i FE-modeller för de kroppar som skall modelleras som flexibla.
- Beräkning av hjulavlastning på skevt spår. Ett fordon med för styva fjädrar kan medföra att kontakttrycket på ett eller flera hjul blir för lågt vid in- eller utgång ur kurva, vilket kan resultera i urspårning.
- Beräkning av krängningskoefficient. Ett fordon får inte kränga så mycket att det tar i fast utrustnings längs spåret. Ett fordon med strömavtagare får inte kränga så mycket att strömavtagaren missar kontaktledningen.
- Beräkning av komplexa egenfrekvenser.
- Beräkning av spårförskjutningskraft och flänsklättringskvot enligt olika normer.
- Beräkning av icke-linjär kritisk hastighet.
- Beräkning av komfort enligt olika normer.
- Beräkning av risk för sprickbildning i hjul och räl.
- Beräkning av hur hjulprofilens form kommer att ändras p.g.a. slitage vid drift på kundens spår.
- Automatisk eller manuell optimering av fjädrar och dämpare enligt målfunktion.

Programmet utvecklas av AB DEsolver i Östersund, och är en avknoppning från ASEA. 
Det finns många programsystem liknande Gensys ute i världen, men de flesta systemen är inte kommersiella utan är utvecklade på högskolor eller hos tillverkare av järnvägsfordon.
I det så kallade Manchester Benchmark ISSN 0042-3114, testades enbart kommersiella programsystem.
År 1999 när benchmarket genomfördes fanns 5 kommersiella programsystem för konstruktion av järnvägsfordon:
ADAMS/Rail, Gensys, Nucars, Simpack och Vampire.

Gensys, Nucars och Vampire var mest samstämmigt i benchmarken.
Skillnaderna i resultat mellan Gensys, Nucars och Vampire, kunde Gensys senare visa berodde på att i Nucars och Vampire betraktades stålet i hjulen och rälerna som stela medan i Gensys beaktades stålets flexibilitet i kontaktytan.